# Rudolf Leonard Lundqvist
Rudolf Leonard Lundqvist, född 1830, död 21 januari 1898 i Strängnäs, var en svensk yrkesmålare och konstnär.
Lundqvist arbetade från 1850-talet som yrkesmålare i Strängnäs och var vid sidan av sitt arbete landskapsmålare med motiv från Strängnästrakten. Några av hans målningar finns återgivna i prins Wilhelms bok Känner du landet från 1950.